# Spy (Belgique)
Pour les articles homonymes, voir Spy.

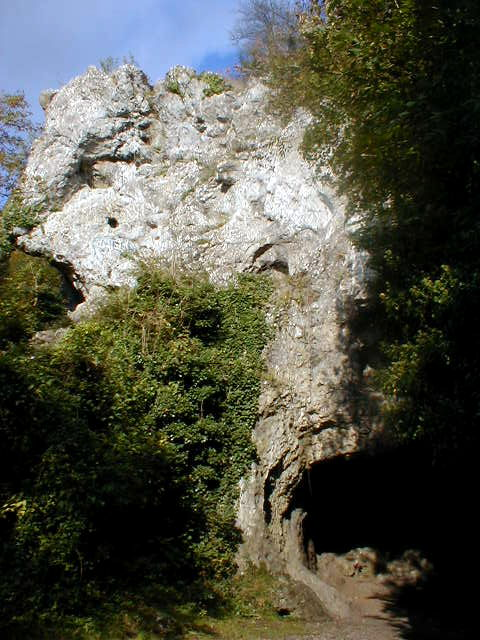
La grotte de Spy et les rochers qui la surplombent.

Spy (en wallon Spî) est un gros village sis entre l'Orneau et la Sambre. Il fait aujourd'hui administrativement partie de la commune de Jemeppe-sur-Sambre dans la province de Namur (Région wallonne de Belgique). 
C'était une commune à part entière avant la fusion des communes de 1977.

## Géographie
Le village de Spy est principalement situé sur un plateau au nord de la Sambre. À l'ouest, il est bordé par la vallée creusée par le ruisseau de l'Orneau. En rive gauche sur le versant boisé de l'Orneau, l'érosion fluviale y a dégagé les rochers calcaires hauts d'environ 20 m et la grotte de Spy. 
La réserve naturelle de Spy, d'une superficie de 12 hectares, et la réserve du Bois de Bètche aux Roches et Bois de la Veuve (Site de Grand Intérêt Biologique) se situent sur le versant calcaire escarpé couvert de bois avec quelques pièces d'eau et des zones humides en fond de vallon. On y observe des phénomènes karstiques comme des résurgences et des grottes. Sont présentes : des roches calcaires du Viséen, des schistes et grès du Houiller, déterminant d'importants contrastes dans la végétation.
La réserve du Bois de Bètche aux Roches et Bois de la Veuve voisine, à peu de distance du point de confluence avec la vieille Sambre comprend un versant calcaire escarpé couvert de bois, quelques pièces d'eau et des zones humides (mégaphorbiae, aulnaie, etc.). On y observe plusieurs phénomènes karstiques (résurgences, grottes,…).
La présence de l'Orneau explique la différence importante entre l'altitude la plus basse (85 m) en vallée et l'altitude la plus haute (195 m) sur le plateau.
Le village se trouve à la limite sud de la Hesbaye, région naturelle de la Moyenne Belgique, située au nord de la Meuse et de la Sambre en région limoneuse et dont le relief est peu mouvementé.

## Évolution démographique
- Source: DGS, 1831 à 1970=recensements population, 1976= habitants au 31 décembre

## Histoire

### Préhistoire

#### L'Homme de Spy
La localité est célèbre pour son Homme de Spy. Des os d'hominidés néandertaliens sont découverts en 1886 dans ce qui est désormais appelé la Grotte de Spy, en aplomb de l'Orneau. Cette découverte a révolutionné l'anthropologie physique, remettant en question certaines certitudes acquises sur l'Homme de Néanderthal.

### Moyen Âge
En 1953, des fouilles sous et devant le château de Spy ont révélé un important site funéraire mérovingien datant du Haut Moyen Âge comportant une trentaine de sépultures franques intactes où l'on a retrouvé des parures, des armes et des poteries.
Après le Xe siècle, Spy est sous la souveraineté du comté de Namur mais aussi de la principauté de Liège. Le comte était seigneur hautain, donc investi du pouvoir judiciaire. Le prince-évêque détenait les droits tréfonciers, donc du sol.
Le village de Spy conserve de cette époque un château et deux donjons. 
Le château constituait une défense du comté de Namur contre le duché de Brabant. Il s'agissait d'une seigneurie hautaine relevant du comte de Namur et engagée à partir de 1613 au seigneur de Mielmont. Le château a été reconstruit au dernier tiers du XVIIIe siècle en style classique mosan.
Un des donjons a été englobé dans des structures castrales du XVIIe siècle. Le deuxième fait partie de la ferme fortifiée dite « de la Tour » datant des XIIe et XIIIe siècles qui, jusqu'en 1712, est restée la propriété de l'abbaye de Floreffe.
Vers 1200, une église de style roman est construite. Considérée comme trop petite, elle sera démolie en 1898 et remplacée par l'église Saint-Amand actuelle. Les fonts baptismaux de l'ancienne église romane ont été conservés dans la nouvelle église Saint-Amand.

### Époque contemporaine
L'église Saint-Amand a été construite par l'architecte Adrien Delpy entre 1899 et 1901 en vue de répondre à l'accroissement de la population de Spy.

## Patrimoine et tourisme
La grotte de Spy est sise en aplomb de l'Orneau. En tant que site paléolithique remarquable, elle est classée au Patrimoine majeur de Wallonie. La grotte est située dans une propriété privée dont l'accès est autorisé par le plateau du bois communal de Spy ou par le chemin vicinal qui longe l'Orneau. Un centre d’interprétation, l'« Espace de l’Homme de Spy », existe également dans la localité voisine d'Onoz qui abrite les ossements de l'Homme de Spy. Divers aspects y sont abordés : la découverte des ossements en 1886, les aspects culturels et spirituels des Néandertaliens ainsi que l'environnement dans lequel ils évoluaient.
L'église Saint-Amand a été construite entre 1899 et 1901 en style néo roman. Édifice imposant, son clocher s’élève à 52 mètres et est surmonté d’un coq de deux mètres. Elle contient deux puissantes statues en marbre figurant saint Pierre et saint Paul, œuvres du sculpteur Charles-Auguste Fraikin (sous le jubé de l'orgue). Les autels et les bancs de communion sont en marbre blanc, ornés de marbre rouge. Ils sont l’œuvre de Vermeulen de Louvain. Les fonts baptismaux ont été récupérés de l'église romane datant du Moyen Âge.
Le château de Spy datant au départ du XIIIe siècle a été en grande partie reconstruit au XVIIIe siècle dans un style classique et des tours angulaires ont été ajoutées au XIXe siècle. Il est aujourd'hui une demeure privée entourée d'un grand parc à l'anglaise. 

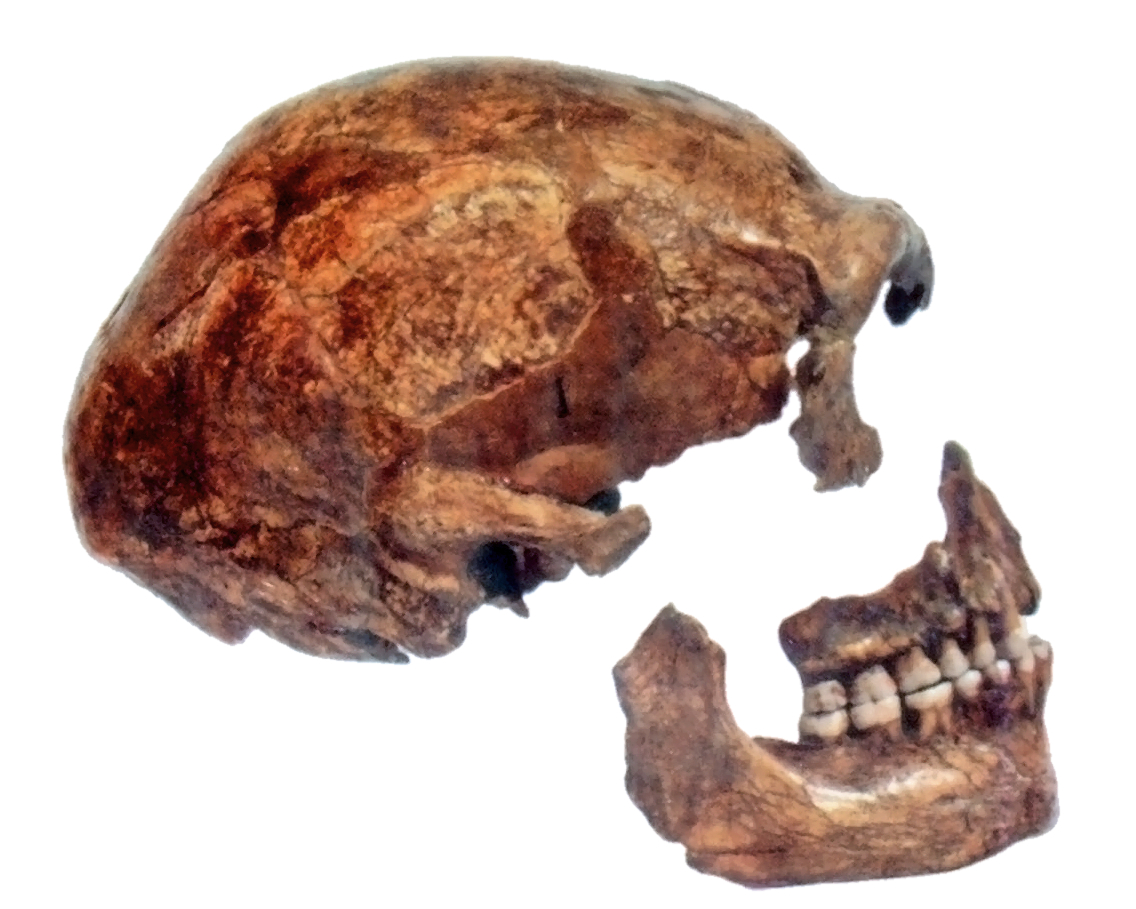
Crâne de l'Homme de Spy découvert en 1886 dans la grotte de Spy.

La ferme de la Tour est une ferme fortifiée avec donjon datant du Moyen Âge où est implantée la brasserie artisanale La brasserie de la Sambre.

## Économie
La brasserie de la Sambre a implanté ses installations brassicoles en 2017 dans la ferme de la Tour à Spy. Leurs bières sont brassées à base d'ingrédients disponibles, si possible, sur le sol de la commune. Les céréales sont issues de l'agriculture biologique. Les bières produites ont pour nom : Eldorado, Bière de Ferme, Juicy et Terrils.

## Sport et vie associative

### Sport
Le Royal Spy FC dispute ses rencontres au Stade des Écureuils.

## Personnalités
- Léon Guilain Bureau (1869-1954) : vice-gouverneur général du Congo belge, né à Spy.
- Paul Sterpin (1873-1952), peintre paysagiste né à Spy.
- William Van Remoortel (1888-1965) : député, sénateur et représentant de la Belgique dans les assemblées internationales, né à Spy.